# 高山贝母
高山贝母（学名：Fritillaria fusca）为百合科贝母属下的一个种。

## 扩展阅读
維基物種上的相關：高山贝母